# キ50 (航空機)
キ50は、大日本帝国陸軍が計画した重爆撃機。実機の製作には至っていない。

## 概要
1937年（昭和12年）、陸軍は三菱重工業に対して重爆撃機キ50の試作を命じた。この時点では、中島飛行機のキ49（のちの一〇〇式重爆撃機）と並ぶ双発重爆として計画されていたが、当時の三菱は九七式重爆撃機の改良作業に注力していたため、設計審査に至ったところで、翌1938年（昭和13年）に同年の研究方針に基づき、キ50の計画は爆弾搭載量よりも航続力を重視した遠距離爆撃機へと変更された。
1939年（昭和14年）5月31日には、陸軍航空技術研究所から三菱の河野文彦設計課長に対して、次期試作機のひとつとして遠距離爆撃機の概要が説明された。この際、陸軍参謀本部と浜松陸軍飛行学校からそれぞれ案が示されており、参謀本部の案は爆弾搭載量が最大750 kg、行動半径が3,500 km + 余裕2時間（燃料満載・爆弾500 kg搭載時）という航続力を重視したもの、浜松飛行学校の案は爆弾搭載量が1,500 kg、行動半径が3,000 km + 余裕若干という爆弾搭載量を重視したものだった。射撃装備は双方ともに5門ほどだったが、浜松飛行学校の案では従来の7.7mm機銃に代わり、威力が十分な9mm機銃の装備の考慮を求めていた。また、浜松飛行学校の案では最大速度は500 km/h以上、ディーゼルエンジンを用いる研究も要求されていた。
この時点では、航空技術研究所は実験機的な意味合いを持つ「暫定機」の審査を1941年（昭和16年）3月に完了させた後、1943年（昭和18年）3月までに本格的な機体の審査を行う予定を立てていた。しかし、1940年（昭和15年）初頭頃には計画は中止に至らぬまま停滞し、実現することはなかった。
また、九二式重爆撃機の後継機としてドイツのユンカース社からの購入・改設計が検討されていたJu 90が、遠距離爆撃機としてのキ50に相当するという説もある。1938年2月から9月にかけて行われたこちらの交渉も三菱が担当していたが、ユンカース社に海外向け機体を開発する余裕が失われたため計画は頓挫している。
これらとは別に、試作のみに終わった一〇〇式重爆撃機改造の空中給油機または燃料輸送機にも、「キ50」という番号が予定されたことがあった。